# Понтінья (станція метро)
38°45′44″ пн. ш. 9°11′49″ зх. д. / 38.76222° пн. ш. 9.19694° зх. д.
Понт́інья (порт. Pontinha) — станція Лісабонського метрополітену. Знаходиться на кордоні міст Амадори та Лісабона в Португалії. Розташована на Синій лінії (або Чайки), між станціями «Алфорнелуш» та «Карніде». Станція берегового типу, мілкого закладення. Введена в експлуатацію 18 жовтня 1997 року . З моменту свого відкриття і аж до 2004 року була кінцевою станцією Синьої лінії. Це остання станція у першій зоні Синьої лінії, вартість проїзду в межах якої становить 0,75 євро. Назва станції у дослівному перекладі з португальської мови означає «крайня точка», завдяки своєму розміщенню на околицях міста Лісабона.

## Опис
Архітектура станції має багато спільного з архітектурою станції «Карніде» (були відкриті в один і той же день в рамках розширення Синьої лінії у західному напрямі). Архітектор — Ana Nascimento, художні роботи виконав — Jacinto Luís, який за основу декорації використав кольори ліній Лісабонського метрополітену (синій, жовтий, зелений та червоний), що схрещуються у різних напрямках на стінах та торцевій частині станції. Станція має центральний вестибюль наземного типу, що має два головних входи (північний та південний), а також ліфт для людей з фізичним обмеженням. На станції заставлено тактильне покриття. 

## Режим роботи[4]
Відправлення першого поїзду відбувається з кінцевих станцій лінії:
- ст. «Амадора-Еште» — 06:30
- ст. «Санта-Аполонія» — 06:30

Відправлення останнього поїзду відбувається з кінцевих станцій лінії:
- ст. «Амадора-Еште» — 01:00
- ст. «Санта-Аполонія» — 01:00

## Галерея зображень

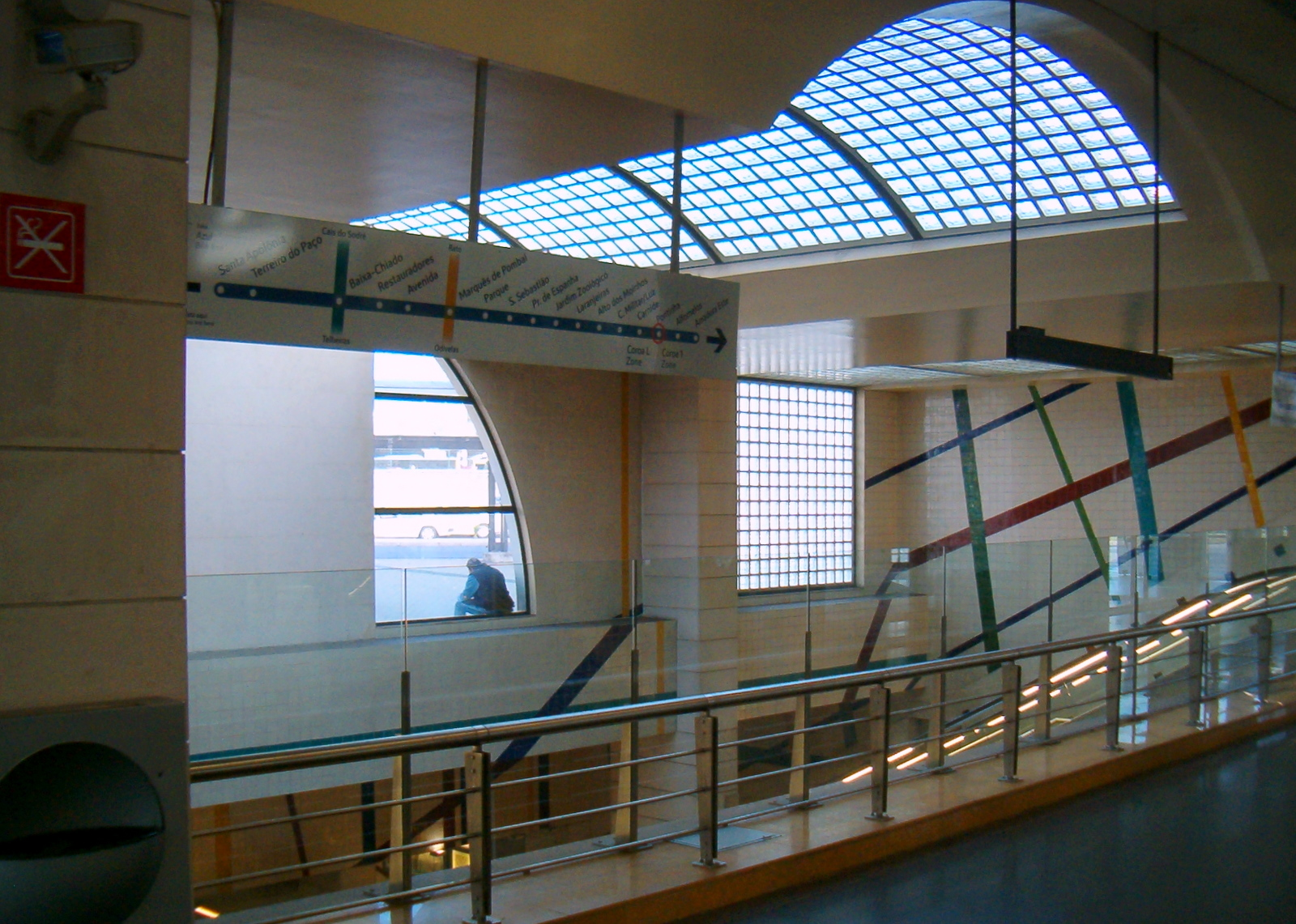
Одна з торцевих частин вестибюля станції
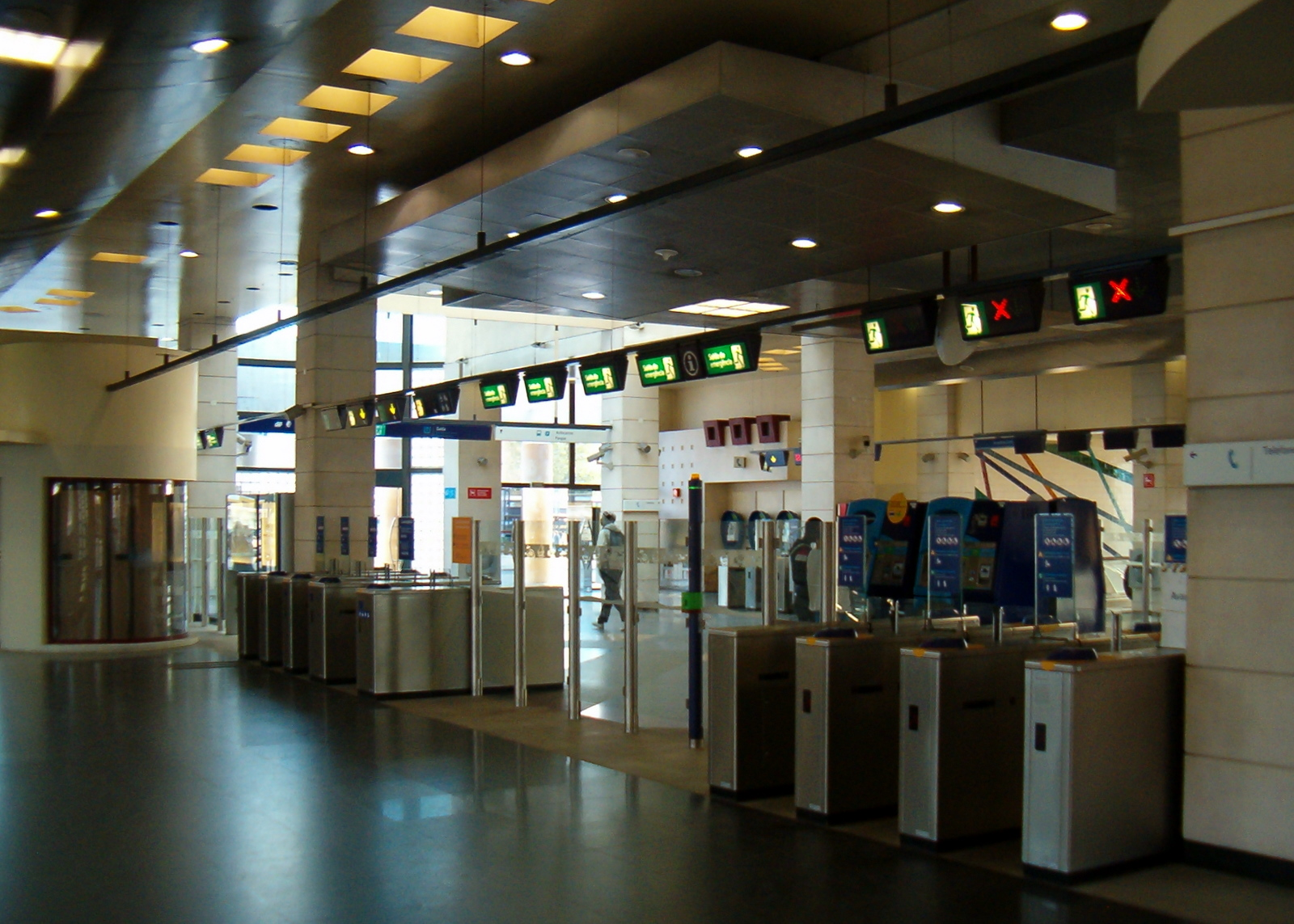
Пропускні турнікети на станції
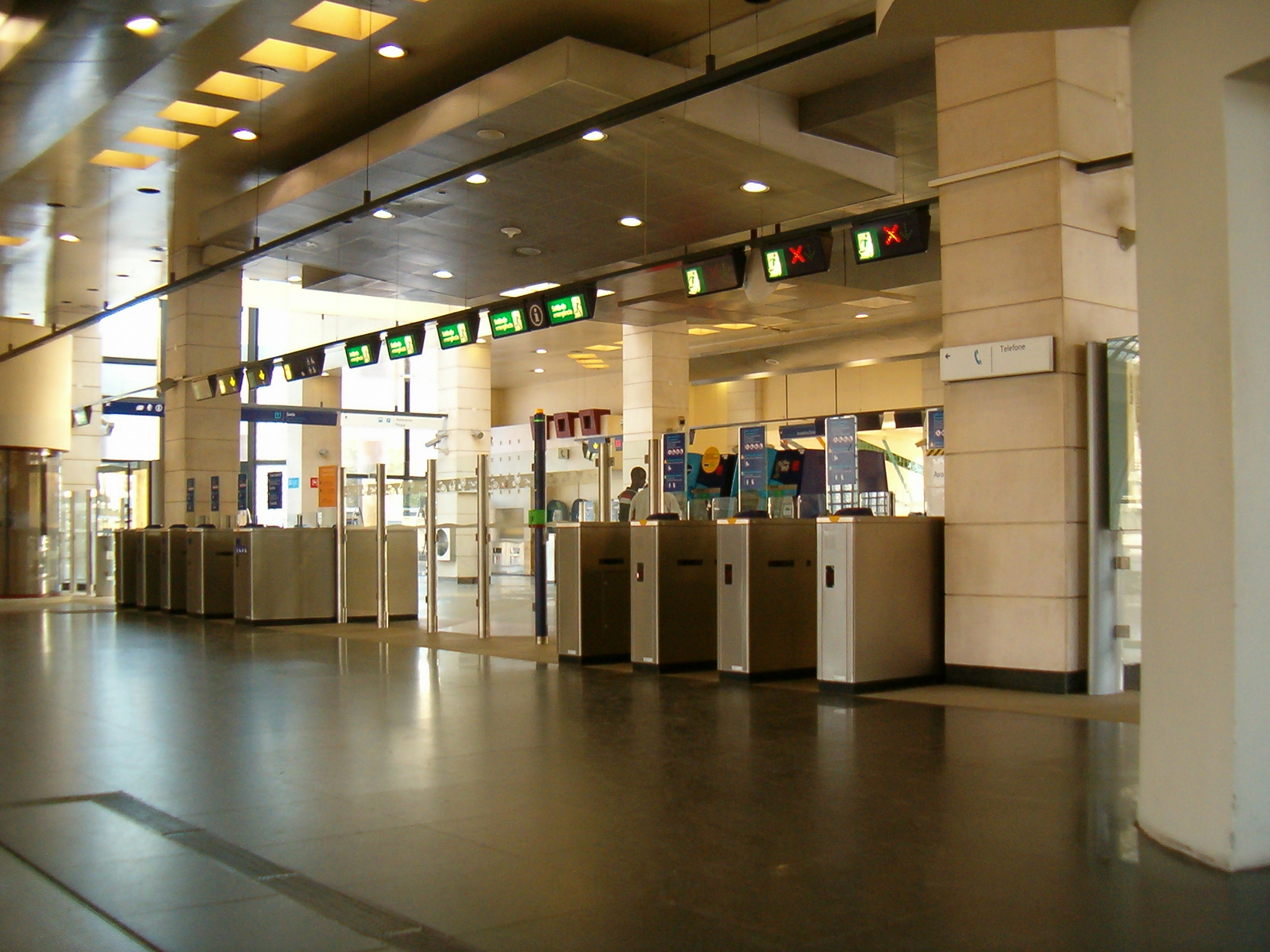
Пропускні турнікети на станції
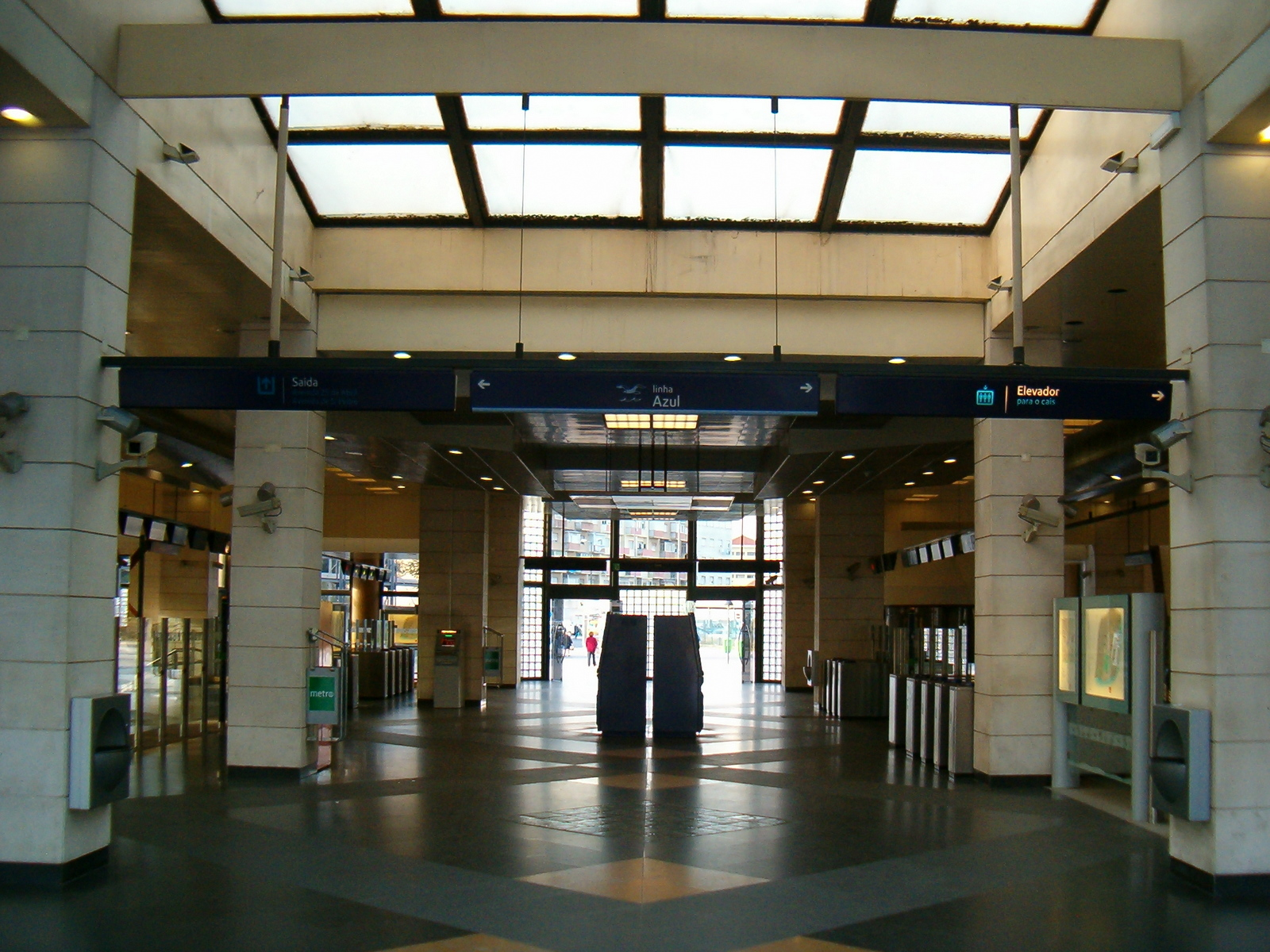
Вестибюль станції (усередині)
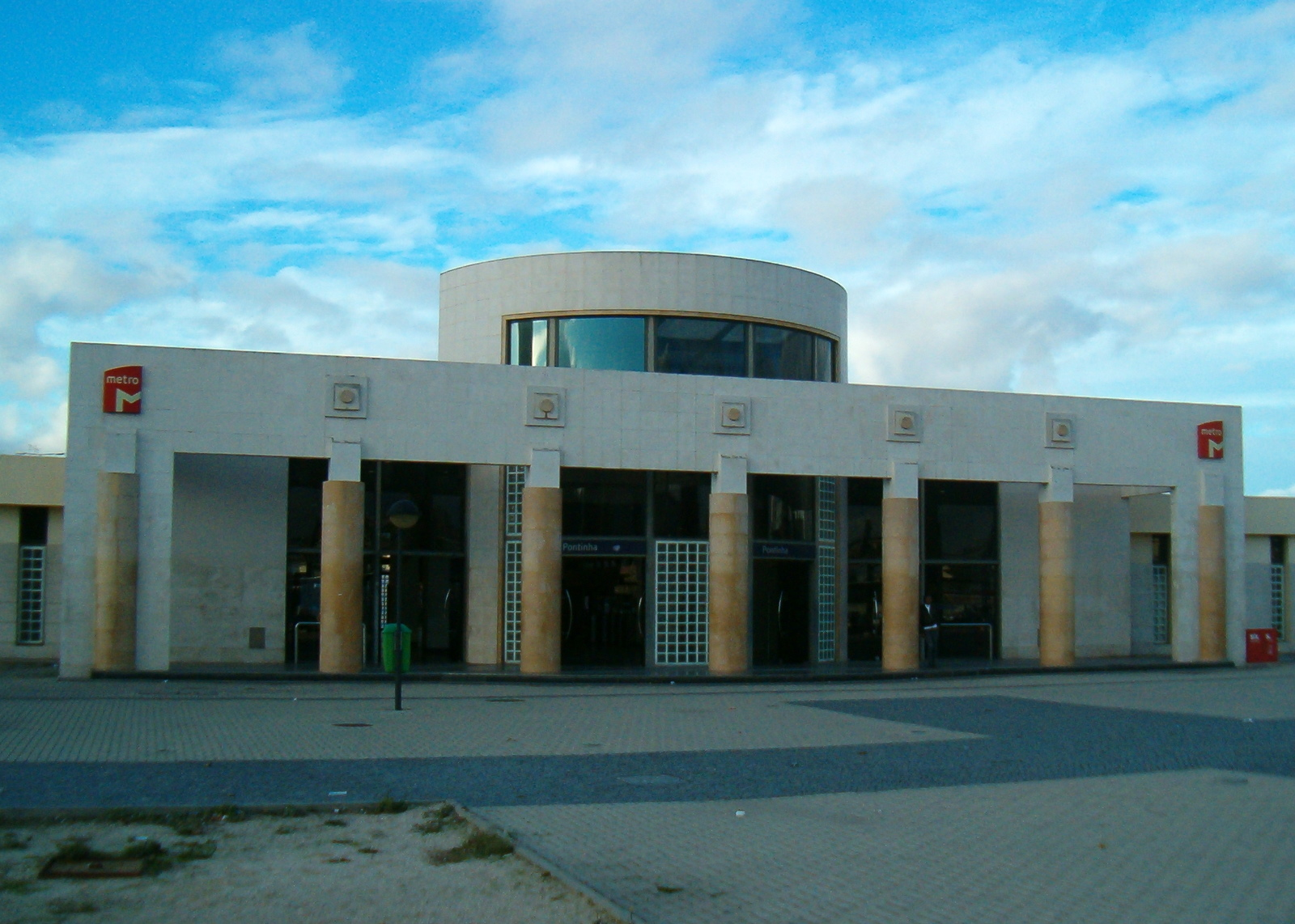
Вестибюль станції (зовні)
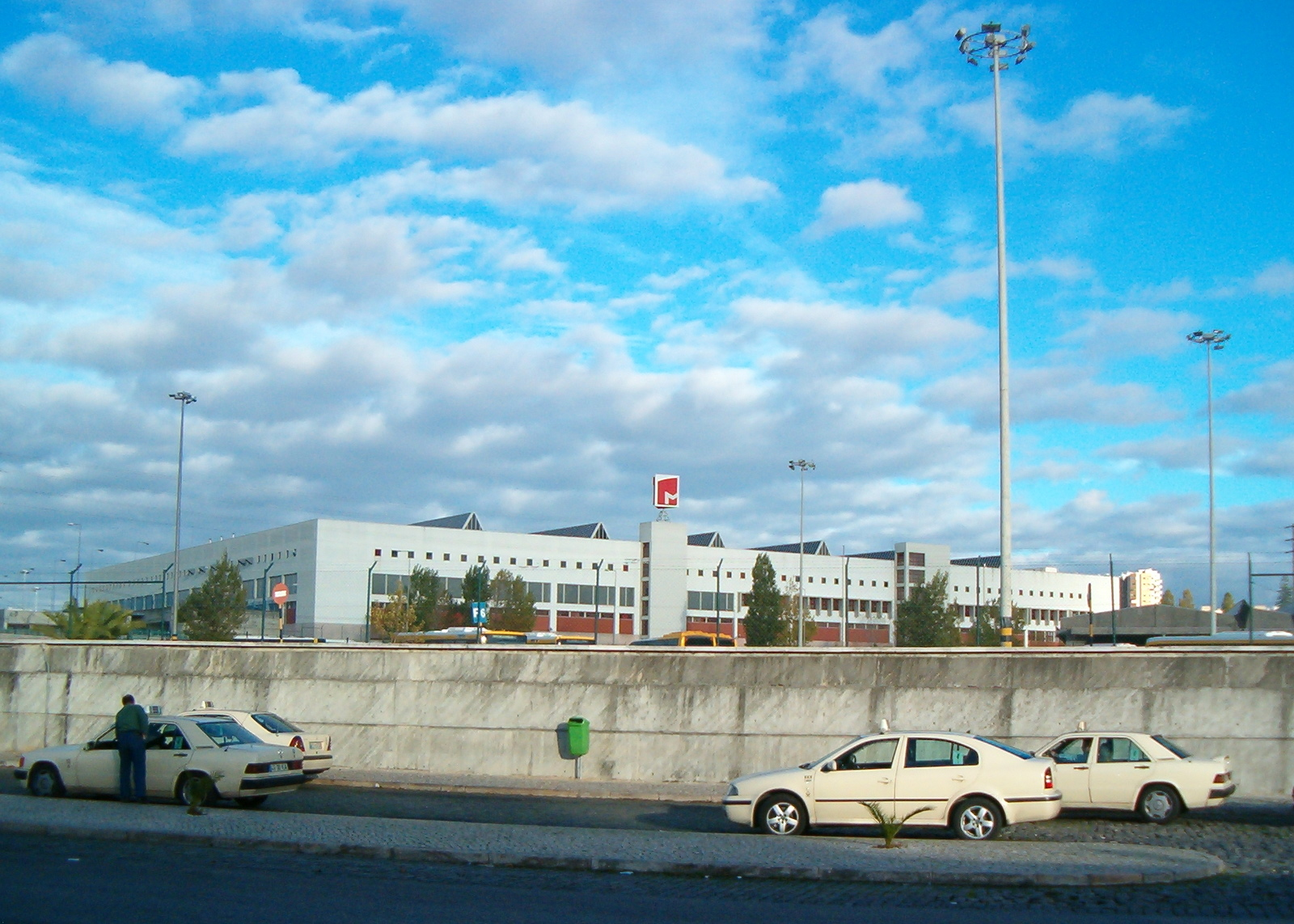
Державне підприємство «Лісабонський метрополітен»
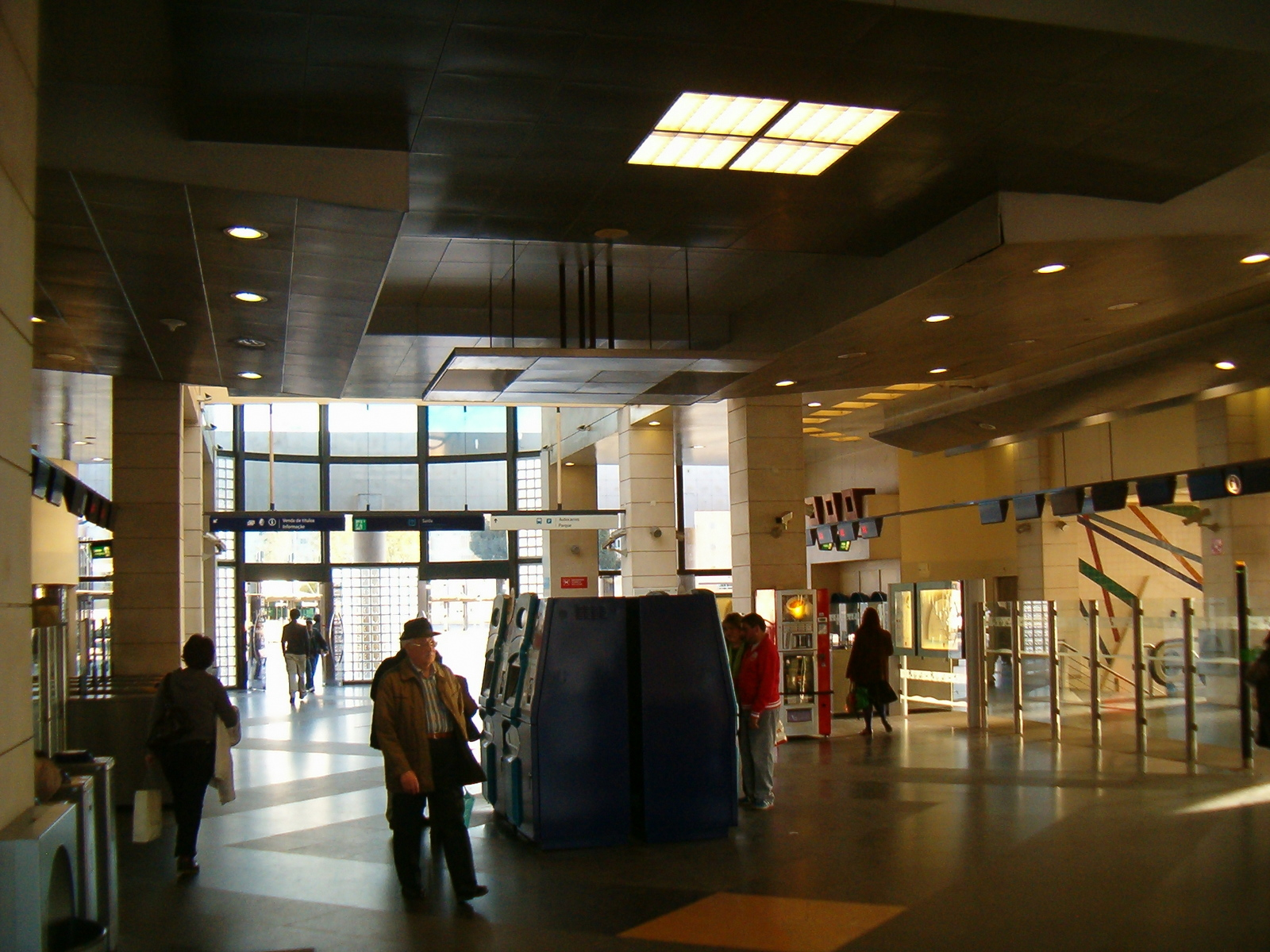
Вестибюль станції (з пасажирами)
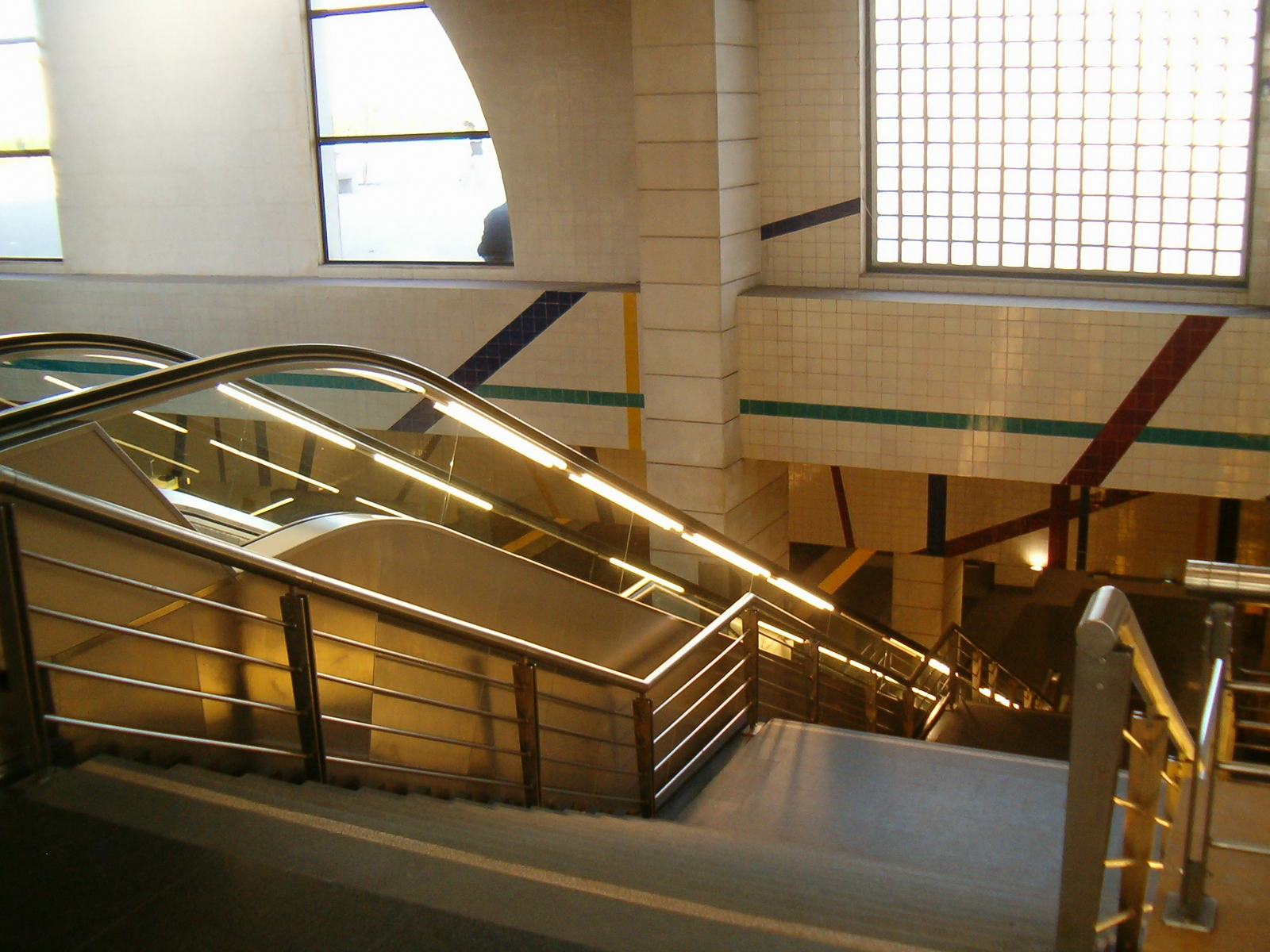
Спуск до платформи на станції
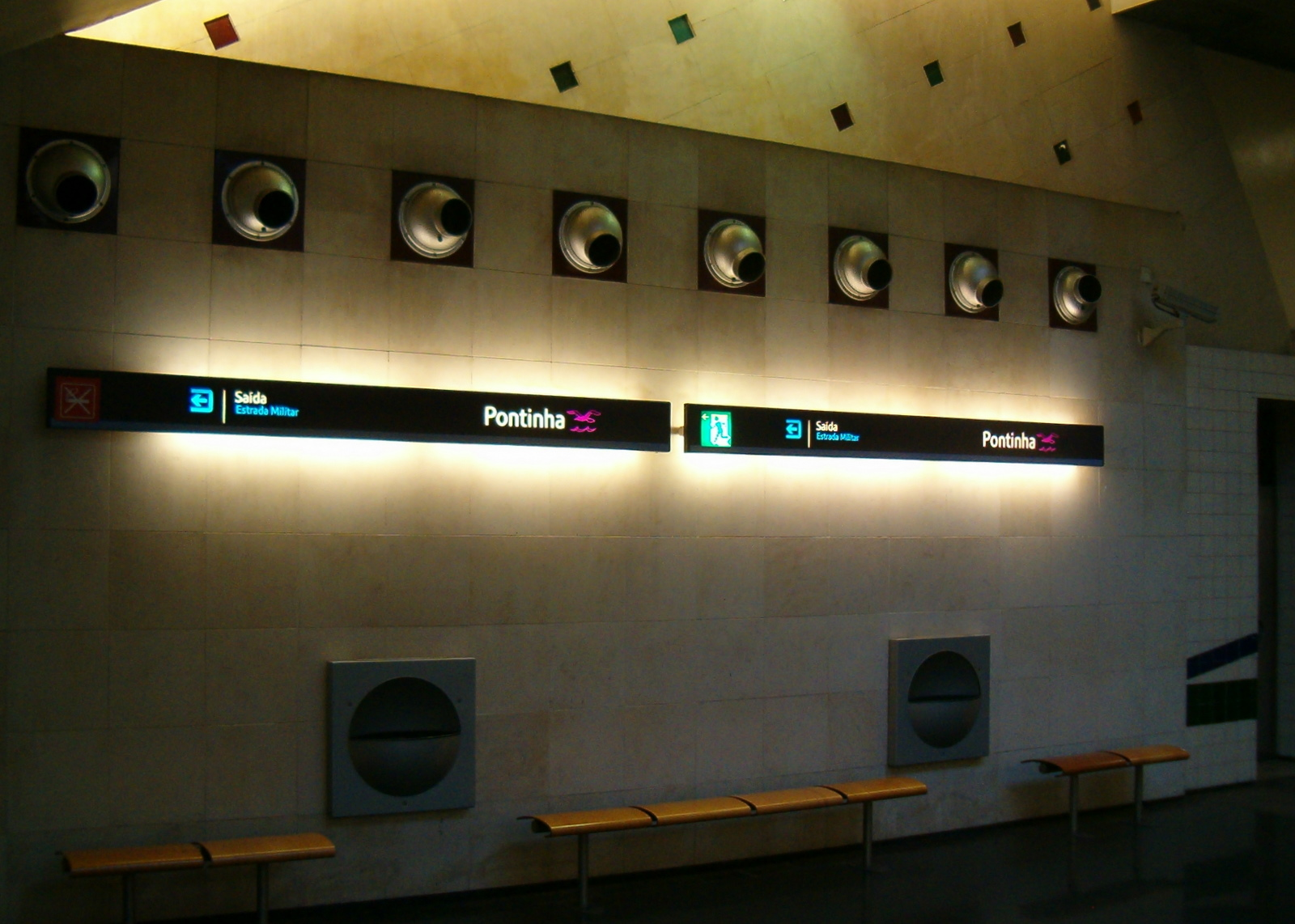
Декорація стін на станції
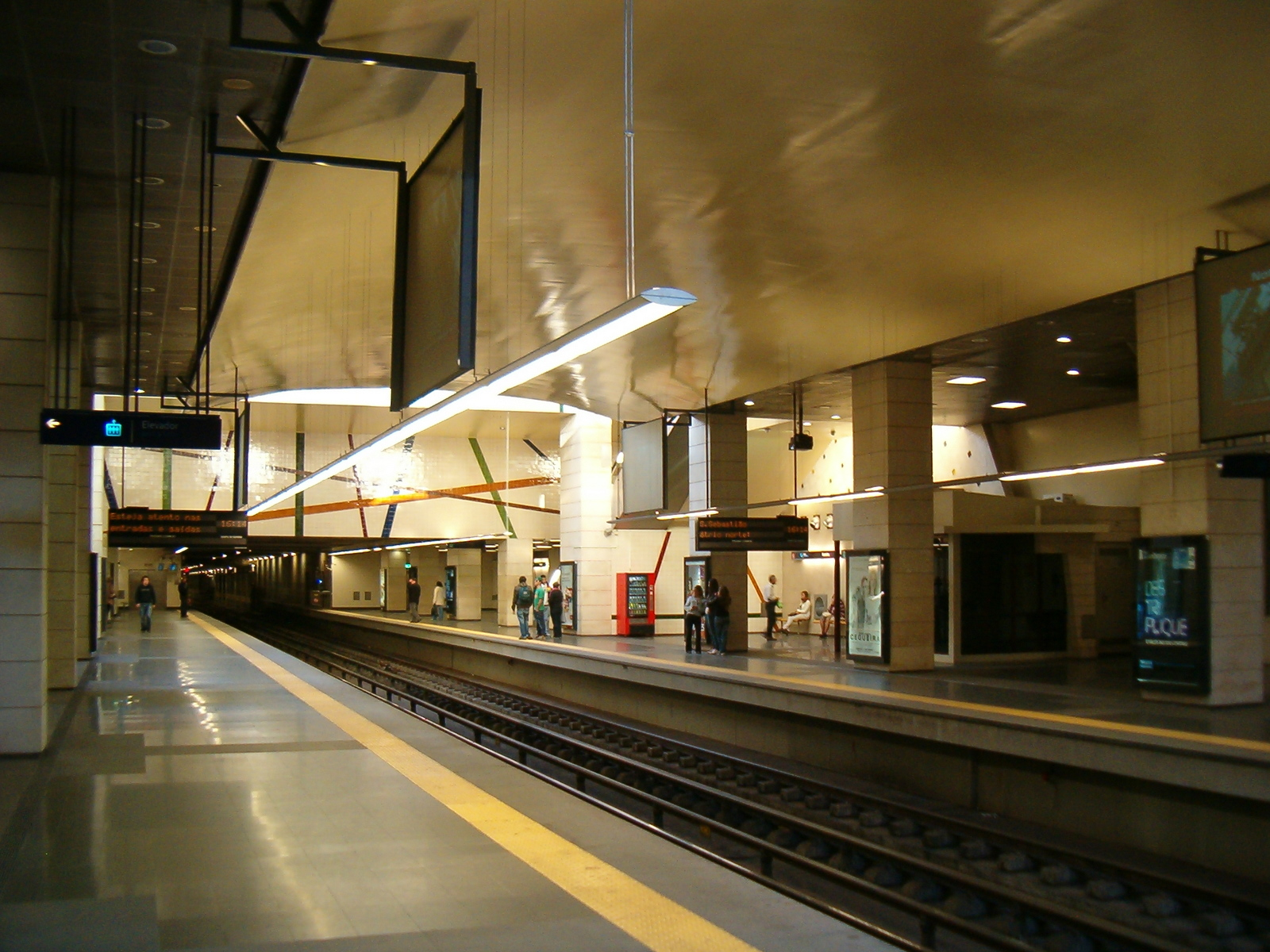
Посадкові платформи і торцева частина станції
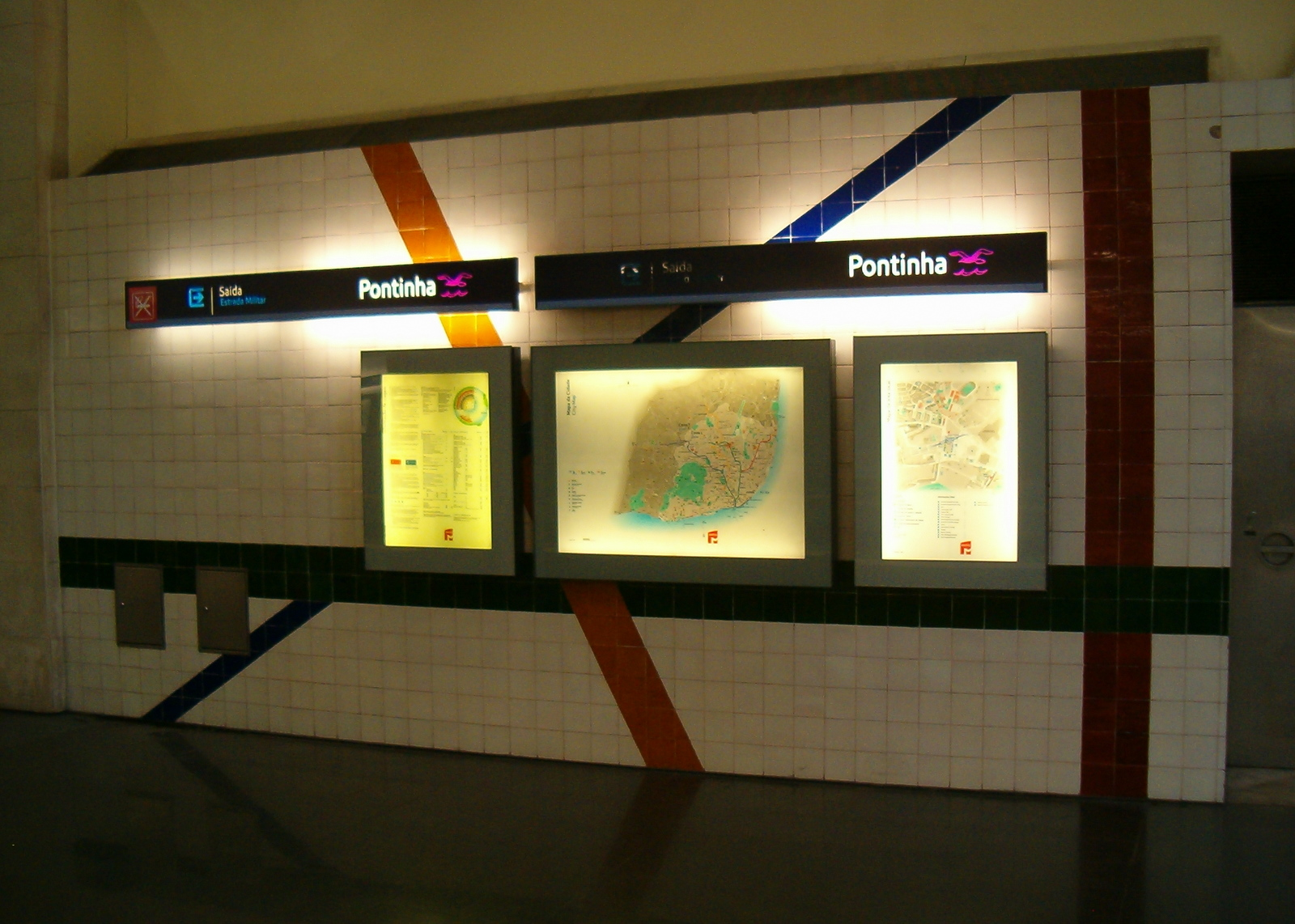
Допоміжні схеми на стінах на станції
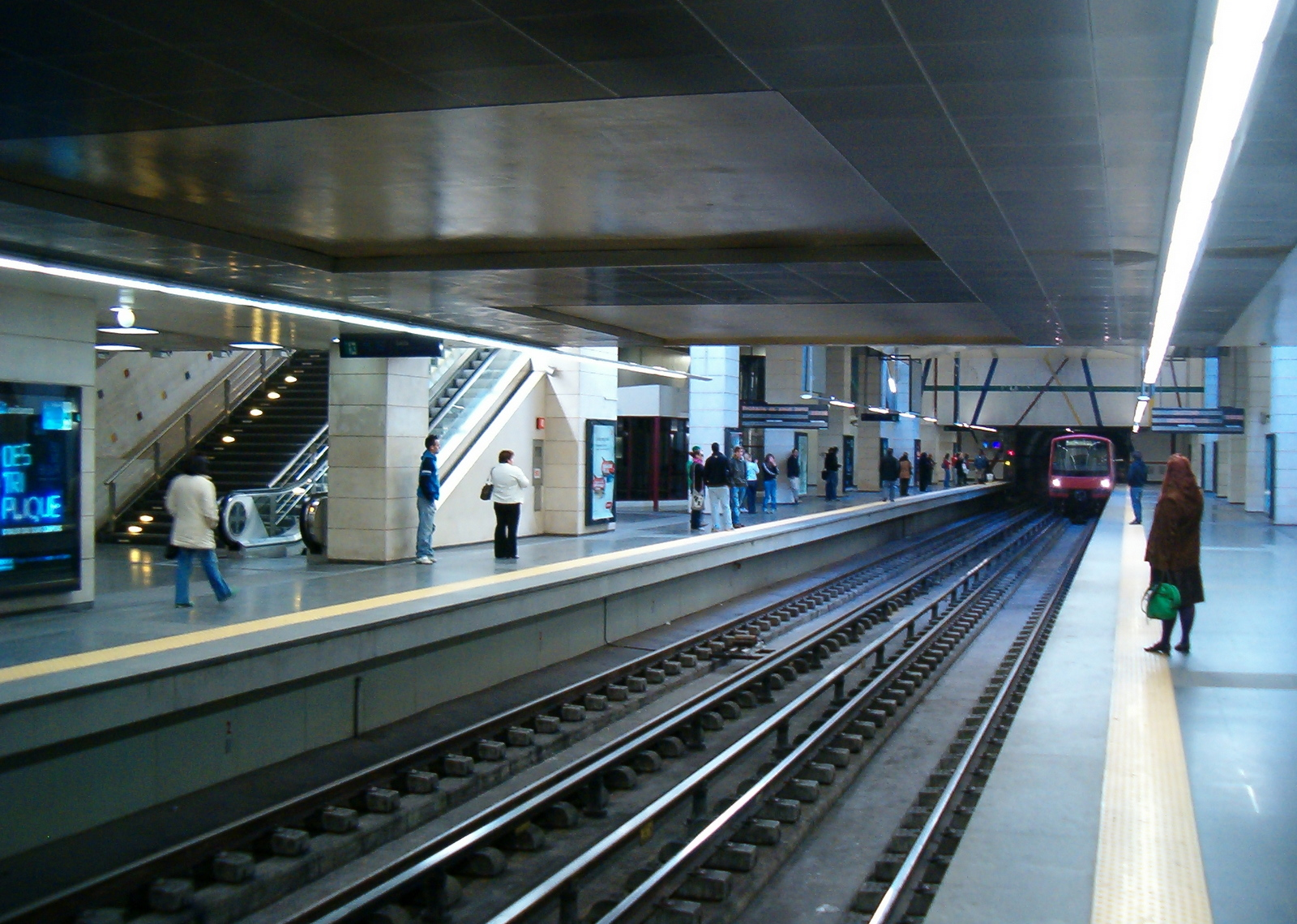
Посадкові платформи станції